# Lista de editores de partitura
Esta é uma lista de programas editores de partitura. (Ela exclui os programas criados especialmente para escrever Tablatura.)

## Software livre
- Canorus, a continuação do NoteEdit.
- Denemo, interface gráfica escrita principalmente para o LilyPond).
- Free Clef, editor de partitura, por enquanto, versão apenas para Windows.
- GNU LilyPond, ferramenta de edição textual. Possui uma linguagem própria.
- MuseScore, moderno editor de partituras para Linux, Windows e Macintosh.
- Rosegarden, sequenciador e editor de partituras para Linux.
- TuxGuitar, editor de tablaturas com edição de partituras incluída.
- abcm2ps, ferramenta de edição textual baseado na linguagem ABC de editoração musical.
- abctab2ps, baseado em notação ABC, especializado em tablaturas.
- Audimus, editor escrito em Java.
- Gregoire, editor especializado em canto Gregoriano.
- MusicTeX, editor baseado no TeX.
- NoteEdit, editor cujo projeto foi descontinuado e deu origem ao Canorus.
- NtEd, do mesmo criador do NoteEdit.
- Philip's Music Writer (PMW), uma ferramenta de edição textual.

## Software proprietário
Embora muitos outros editores de partitura tenham sido desenvolvidos no passado, o Sibelius e o Finale têm hoje as duas maiores quotas no mercado de edição musical.[carece de fontes?]

### Online
- Noteflight, edição via navegador com possibilidade de edição colaborativa online.

### ParaWindows
- Encore
- Finale, e suas versões leves: Allegro, PrintMusic, NotePad, Songwriter
- Dorico
- Guitar Pro, escrito principalmente para guitarra e banda, mas também permite edição de outros instrumentos
- Sibelius e suas versões leves Sibelius First, Sibelius Student, Sibelius Instrument Teacher Edition, G7
- Anvil Studio
- Arpege Music Software: Pizzicato Light, Pizzicato Beginner, Pizzicato Professional.
- Berlioz
- Capella
- Copyist
- Forte
- Graphire Music Press
- Igor Engraver
- It's Music Time
- JMSL
- Lime
- MagicScore
- Mozart
- Musedit
- MusiCAD
- Music Construction Set (obsoleto; também rodava em Apple II, Atari 400 e Commodore 64)
- Music Publisher
- MusicMaster
- MusicTime Deluxe, versão leve do Encore.
- Music Write
- Myriad Software, assistente de harmonia e melodia.
- Notation Composer
- Notion
- NoteWorthy Composer
- Overture e sua versão leve Score Writer.
- PriMus
- QuickScore Elite
- Rhapsody
- SmartScore, e suas versões leves: SmartScore Songbook, MIDI, Piano and Guitar Editions
- Turandot

### Para AppleMacintosh
- Encore
- Finale, e suas versões leves: Allegro, PrintMusic, NotePad, Songwriter
- Dorico
- Logic Pro, Logic Express, sucessores do Notator e do Notator Logic
- Sibelius e suas versões leves Sibelius First, Sibelius Student, Sibelius Instrument Teacher Edition, G7
- Arpege Music Software: Pizzicato Light, Pizzicato Beginner, Pizzicato Professional.
- ConcertWare (obsoleto)
- Graphire Music Press
- Igor Engraver
- JMSL
- MusicTime Deluxe
- Mosaic, apenas para Mac OS 9
- Myriad Software, assistente de harmonia e melodia.
- Notion
- Overture e sua versão leve Score Writer.
- Rhapsody, apenas para Mac OS 9
- SmartScore, e suas versões leves: SmartScore Songbook, MIDI, Piano and Guitar Editions

### Para outras plataformas
Estes programas estão em sua maioria obsoletos:
- Bank Street Music Writer (Atari 8-bit, Apple II, Commodore 64 and DOS)
- JMSL (Linux)
- MusicPrinter Plus (DOS)
- SCORE (DOS – foi líder de mercado)
- Sibelius 6, Sibelius 7, Sibelius 7 Student, e Junior Sibelius (para Acorn RISC OS)
- PMS ('Philip's Music Scribe', para Acorn RISC OS)
- Rhapsody (para Acorn RISC OS; sem relação com o Rhapsody para Windows/Mac)
- Maestro (para Acorn RISC OS; era empacotado com o SO)
- The Copyist, 1985, Dr. T, autor/desenvolvedor Emil Tobenfeld. Para Commodore Amiga.

### Plataforma desconhecida
- SuperScore, 1986, Sonus Corp, autor/desenvolvedor Michael Glenn Williams
- Masterscore, 1986, Steinberg-Jones, autor/desenvolvedor Steinberg-Jones
- Music Prose, Coda Music Software.

## Comparação
Esta tabela compara muitos dos editores acima.
| Programa                                                                                            | Versão              | Empresa                                                                                     | Licença                    | Linux                           | MacOS | Windows | WYSIWYG | Suporte a MusicXML | Formatos de partitura  | Formatos de áudio                         | Formatos de impressão              |
| --------------------------------------------------------------------------------------------------- | ------------------- | ------------------------------------------------------------------------------------------- | -------------------------- | ------------------------------- | ----- | ------- | ------- | ------------------ | ---------------------- | ----------------------------------------- | ---------------------------------- |
| Canorus                                                                                             | 0.7beta             | Nenhuma                                                                                     | GPL                        | Sim                             | Sim   | Sim     | Sim     | Apenas importa     | .can                   | .mid                                      | .ly                                |
| Denemo                                                                                              | 0.8.8               | Nenhuma                                                                                     | GPL                        | Sim                             | Sim   | Sim     | Não     | Não                | .denemo/xml            | .mid                                      | .pdf,.ly                           |
| Free Clef                                                                                           | 1.0                 | D'Accord                                                                                    | GPL                        | Não                             | Não   | Sim     | ?       | Não                | .xml                   | ?                                         | ?                                  |
| GNU LilyPond                                                                                        | 2.12                | Free Software Foundation                                                                    | GPL                        | Sim                             | Sim   | Sim     | Não     | Apenas importa     | .ly                    | .mid                                      | .pdf                               |
| MuseScore                                                                                           | 3.6.2               | Werner Schweer et al https://web.archive.org/web/20090902110508/http://www.musescore.org/pt | GPL                        | Sim                             | Sim   | Sim     | Sim     | Sim                | .mscz.mscx.xml.mxl.ly  | .mid.wav.flac.ogg                         | .pdf.png.ps.svg                    |
| MusicTeX/MusixTex                                                                                   |                     | Nenhuma                                                                                     | Livre                      | TeX                             | TeX   | TeX     | TeX     | Não                | ?                      | ?                                         | ?                                  |
| Dorico                                                                                              | 3.5.12              | Steinberg                                                                                   | $                          | Não                             | Sim   | Sim     | Sim     | Sim                | .dorico .musicxml .xml | .mp3 .midi .wav                           | .pdf .png .svg                     |
| NoteEdit                                                                                            | 2.8.1               | Berlios                                                                                     | GPL                        | Sim                             | Não   | Não     | ?       | Sim                | ?                      | ?                                         | ?                                  |
| NtEd                                                                                                | 1.5.0               | Nenhuma                                                                                     | GPL                        | Sim                             | Não   | Não     | ?       | Apenas importa     | ?                      | ?                                         | ?                                  |
| Philip's Music Writer (PMW)                                                                         | 4.20                | Nenhuma                                                                                     | GPL                        | ???                             | ???   | ???     | Não     | Não                | ?                      | ?                                         | ?                                  |
| Rosegarden                                                                                          | 1.7.3               | Nenhuma                                                                                     | GPL                        | Sim                             | Não   | Não     | Sim     | Apenas exporta     | ?                      | ?                                         | ?                                  |
| Señor Staff                                                                                         | 0.8.2               | Nenhuma                                                                                     | Livre                      | Não                             | Sim   | Não     | ?       | Não                | .sstf                  | ?                                         | ?                                  |
| TuxGuitar                                                                                           | 1.1                 | Nenhuma                                                                                     | LGPL                       | Sim                             | Sim   | Sim     | Sim     | Apenas exporta     | .tg.ly.xml             | .mid                                      | .pdf                               |
| Audimus (Java based scorewriter)                                                                    | 180808 (2008-08-18) | Nenhuma                                                                                     | GPL                        | Java                            | Java  | Java    | ?       | Sim                | ?                      | ?                                         | ?                                  |
| Power Tab                                                                                           | 1.7                 | Brad Larsen http://www.power-tab.net/                                                       | [ligação inativa] Freeware | Não                             | Não   | Sim     | ?       | Apenas exporta     | ?                      | ?                                         | ?                                  |
| capella, versão leve capella start, capella reader                                                  | 7.1                 | Capella (em inglês) Capella (em alemão)                                                     | $                          | Não                             | Não   | Sim     | Sim     | Sim                | .capx,.cap             | .mid; com capella playalong:.wav,.mp3, CD | .bmp,.jpeg,.tiff,.png,.tga,.pcx    |
| Copyist                                                                                             | 6.0                 | Sion Software                                                                               | Shareware                  | Não                             | Não   | Sim     | ?       | Não                | ?                      | ?                                         | ?                                  |
| Encore e MusicTime Deluxe)                                                                          | 5                   | GVOX                                                                                        | $                          | Não                             | Sim   | Sim     | Sim     | Sim                | .enc.mus.mtp MusicXML  | .mid                                      | .pdf                               |
| Finale, e versões leves                                                                             | 2010                | Finale                                                                                      | $                          | Não                             | Sim   | Sim     | Sim     | Sim                | .mus                   | ?                                         | ?                                  |
| Forte Notation Software                                                                             | 2.0                 | Forte                                                                                       | Freeware & $               | Não                             | Não   | Sim     | ?       | Sim                | ?                      | ?                                         | ?                                  |
| Graphire Music Press                                                                                | 9.1                 | Graphire Corporation                                                                        | $                          | Não                             | Sim   | Sim     | ?       | Não                | ?                      | ?                                         | ?                                  |
| Guitar Pro                                                                                          | 5                   | Guitar Pro                                                                                  | $                          | Não                             | Sim   | Sim     | ?       | Sim                | ?                      | ?                                         | ?                                  |
| Igor Engraver                                                                                       | 1.7                 | NoteHeads                                                                                   | $                          | Não                             | Sim   | Sim     | ?       | Apenas importa     | ?                      | ?                                         | ?                                  |
| MagicScore                                                                                          | 6.070               | Magic Score                                                                                 | $                          | Não                             | Não   | Sim     | ?       | Sim                | ?                      | ?                                         | ?                                  |
| MusEdit                                                                                             | 4.0.3               | Yowza Software                                                                              | Não                        | Não                             | Não   | Sim     | Sim     | Não                | ?                      | ?                                         | ?                                  |
| Mozart                                                                                              | 11                  | Mozart Music Software                                                                       | $                          | com Wine 1.1.9 / Slackware 12.1 | Não   | Sim     | Sim     | apenas importa     | .mz                    | .mid                                      | .bmp, .emf, .gif, .jpg, .pbm, .png |
| MusiCAD                                                                                             | 3                   | MusiCAD                                                                                     | $                          | Não                             | Não   | Sim     | ?       | Não                | ?                      | ?                                         | ?                                  |
| Music Write                                                                                         | 5.20.09             | Voyetra Turtle Beach                                                                        | $                          | Não                             | Não   | Sim     | ?       | Não                | ?                      | ?                                         | ?                                  |
| Melody/Harmony Assistant                                                                            | 7.4.6/9.4.6         | Myriad Software                                                                             | $                          | Não                             | Sim   | Sim     | Sim     | Sim [ 2 ]          | ?                      | ?                                         | ?                                  |
| Notation Composer/Notation Musician                                                                 | 2.5 / 2.5           | Notation Software                                                                           | $                          | Não                             | Não   | Sim     | ?       | Apenas exporta     | ?                      | ?                                         | ?                                  |
| Noteflight                                                                                          | 1.x                 | Noteflight                                                                                  | Freeware                   | Sim                             | Sim   | Sim     | Sim     | Sim                | .xml                   | .mid,.wav                                 | ?                                  |
| Notion (software)                                                                                   | 2.0                 | Notion Music                                                                                | $                          | Não                             | Sim   | Sim     | ?       | Sim                | ?                      | ?                                         | ?                                  |
| NoteWorthy Composer                                                                                 | 2.0                 | NoteWorthy Software                                                                         | $                          | Não                             | Não   | Sim     | ?       | Não [ 3 ]          | .nwc                   | .mid                                      | ?                                  |
| Overture Versão leve: Score Writer                                                                  | 4                   | GenieSoft (previously Cakewalk; previously Opcode)                                          | $                          | Não                             | Sim   | Sim     | Sim     | Apenas importa     | .ove                   | .mid                                      | ?                                  |
| Arpege Music: Pizzicato Light/Beginner/Professional                                                 | 3.4/3.4/3.4         | Arpege sprl                                                                                 | $                          | Não                             | Sim   | Sim     | ?       | Sim [ 4 ]          | ?                      | ?                                         | ?                                  |
| QuickScore Elite                                                                                    | 12 / Level II 2009  | Sion Software                                                                               | $                          | Não                             | Não   | Sim     | ?       | Sim                | ?                      | ?                                         | ?                                  |
| Sibelius, e versões leves Sibelius First, Sibelius Student, Sibelius Instrument Teacher Edition, G7 | 7                   | Avid Technology                                                                             | $                          | Não                             | Sim   | Sim     | Sim     | Sim                | ?                      | .wav.aiff.midi                            | .eps.tiff.png.jpg.bmp.pdf          |
| SmartScore Pro versões limitadas: SmartScore Songbook Edition                                       | X                   | Musitex                                                                                     | $                          | Não                             | Sim   | Sim     | ?       | Sim                | ?                      | ?                                         | ?                                  |